# محمد: نبي لزماننا
محمد: نبي لزماننا هو كتاب للكاتبة البريطانية كارن أرمسترونغ عن النبي محمد، صدر سنة 2006. وهو جزء من سلسلة "حياة مرموقة"، وهي عبارة عن سلسلة سير ذاتية قصيرة لأعلام لكتاب معروفين. ويُعتبر هذا الكتاب ثاني مؤلفات أرمسترونغ عن النبي محمد. حازت أول سيرة ذاتية لها محمد: سيرة النبي على جائزة الإعلام من مجلس الشؤون العامة الإسلامي. يتكون الكتاب من سيرة ذاتية قصيرة توضح كيف يفهم معظم المسلمين النبي محمد وإيمانهم به. يصور أرمسترونغ في الكتاب النبي محمد على أنه مصلح سياسي واجتماعي زاهد وحكيم.

## وصلات خارجية
- مقتطف من محمد: نبي لزماننا.